# Waltenheim
Waltenheim ist eine französische Gemeinde mit 512 Einwohnern (Stand 1. Januar 2022) im Département Haut-Rhin in der Region Grand Est (bis 2015 Elsass). Sie gehört zum Kanton Brunstatt-Didenheim und zum Gemeindeverband Saint-Louis Agglomération.

## Geografie
Die Gemeinde Waltenheim liegt im Sundgau, auf halbem Weg zwischen den Städten Mülhausen und Basel. 
Der höchste Punkt liegt auf 313 Meter über dem Meeresspiegel an der Gemeindegrenze zu Uffheim, während der Dorfkern auf 285 Meter Höhe liegt.
Nachbargemeinden von Waltenheim sind Geispitzen im Norden, Sierentz im Osten, Uffheim im Südosten und Süden, Magstatt-le-Bas im Südwesten sowie Kœtzingue im Westen.

## Geschichte
Neolithische Funde im Gewann Matersacker. Spuren einer Römerstraße. Münzfund aus dem 13. bis 15. Jahrhundert. Habsburgischer Ort der Herrschaft Landser bis zum Westfälischen Frieden 1648, dann an die französische Krone. 1871 bis 1918 gehörte er zum Reichland Elsass-Lothringen. 
Die Ortsnamenendung -heim deutet auf eine frühe fränkische Besiedelung hin. Eine im Jahr 1135 urkundlich erwähnte Adelsfamilie nannte sich nach dem Ort. Diverse Angehörige der Familie Waltenheim gingen in die Geschichte ein, wie zeitgenössische Dokumente belegen. Die jetzige Namensform schon 1265. 
Im 19. Jahrhundert spielte der  Steinbruchbetrieb eine gewisse Rolle. 

## Bevölkerungsentwicklung
| Jahr      | 1962 | 1968 | 1975 | 1982 | 1990 | 1999 | 2006 | 2017 |
| Einwohner | 112  | 126  | 173  | 300  | 357  | 505  | 555  | 532  |

## Sehenswürdigkeiten

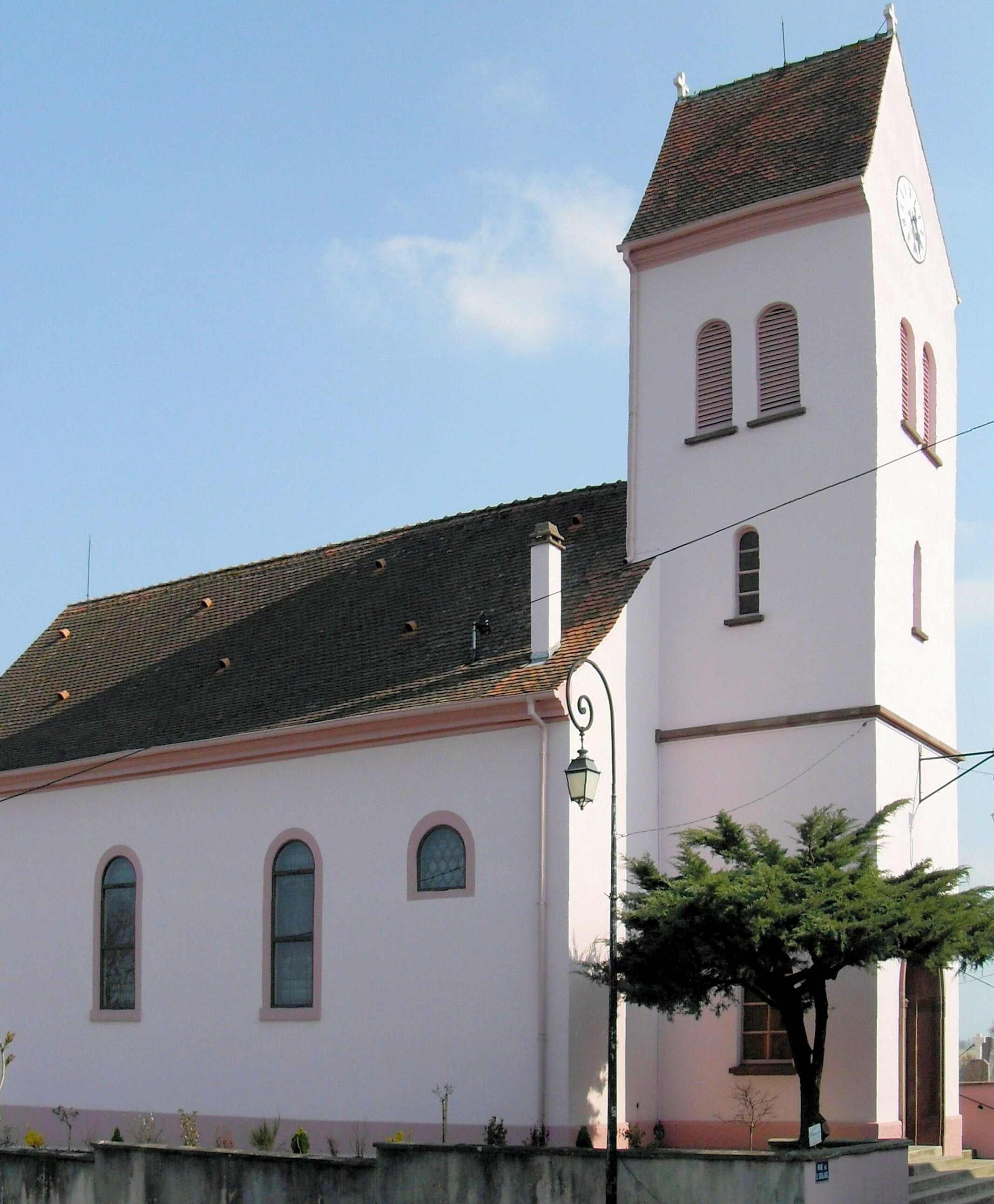
Die Kirche Sankt Peter und Paul aus dem 18. Jahrhundert wurde 1858 vergrößert, der Kirchturm 1952 verändert  Fachwerkhaus Nr. 7 Rue Principale von 1685 mit dreiteiligem Stubenfenster im Erdgeschoss und interessanter, reich verzierter Fensterrahmung im Obergeschoss
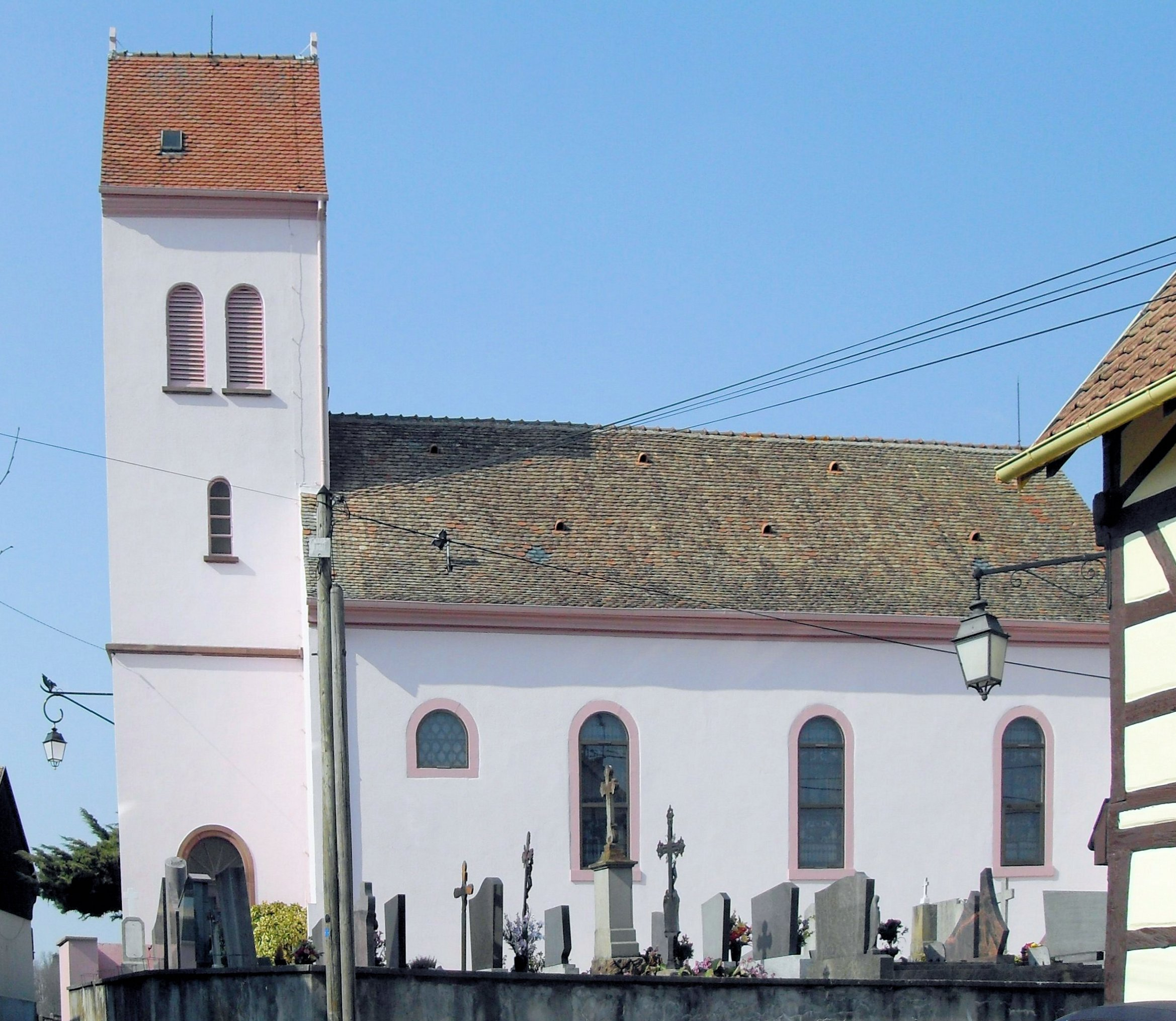